# Самгадаман
Самгадаман — сакський правитель з династії Західні Кшатрапи. Правив давньоіндійською територією Малава.